# بيت النديش (النادرة)

تعديل مصدري - تعديل

بيت النديش هي إحدى قرى عزلة مالك بمديرية النادرة التابعة لمحافظة إب، بلغ تعداد سكانها 782 نسمة حسب تعداد اليمن لعام 2004.